# ユグノー
ユグノー（フランス語: Huguenot）は、フランスにおける改革派教会（カルヴァン主義）またはカルヴァン派。フランス絶対王政の形成維持と崩壊の両方に活躍し、迫害された者は列強各国へ逃れて亡命先の経済を著しく発展させた。その活躍は、まずとびぬけてイギリスでみられたが（ケント州におけるユグノーの歴史参照）、ドイツでは順当な規模であった。

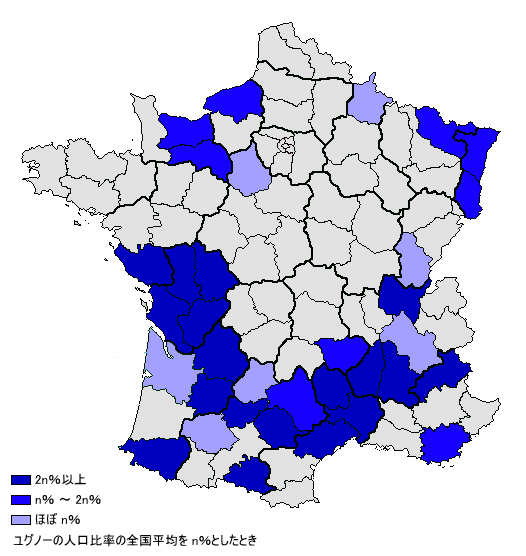
16-17世紀、ユグノーは上の地図に青く示されている南部西部に多くいた。しかし元来ポンティヴィやポン＝ラベといったブルターニュ地域圏にも定住し、迫害されてイギリスへ渡った者もあった。上に示した地図の青部には次のような町がある。フォントネー＝ル＝コント・サン＝ジャン＝ダンジェリ・リュジニャン・ジョンザック・ミヨー・ネラック・マレンヌ・プリヴァ・オーブナ・モントルー・カオール・カルヴィネ・ニヨン・アグド・モンペリエ・フレジュス。また、オーヴェルニュ地域圏とアングモアではユグノーが製紙業を発達させた。
ユグノーはスペイン帝国との貿易で栄え、当初はノワールムティエ島やフランス領バスクを拠点とした（後にアンダルシアへ進出）。人物等については、関連項目と記事下部のカテゴリからのリンクが充実している。

## 語源
語源はスイスにおいてサヴォワ公に反対した「連合派 (Eidgenossen)」に由来するといわれ、民間信仰における化け物「ユゴン王」に結びつけられていた。
ドイツ語アイトゲノッセ（Eidgenosse、「盟友」）のフランス訛りエーグノもしくはエーニョ (Eignot) に、ジュネーヴの同盟党（ジュネーヴとスイス連邦の同盟を推進するプロテスタントの一派）の党首ブザンソン・ユーグ (Bezanson/Besançon Hugues) の姓を掛け合わせたものといわれており、元々は蔑称であった。当時のプロテスタントは、カトリックなどから蔑視されており、同様な蔑称にネーデルラントのゴイセン、イングランドのピューリタンなどがある。

## 歴史

### フランス宗教改革の起こり
デジデリウス・エラスムスとジャック・ルフェーヴル・デタープルの影響が大きいといわれる。しかし、彼らはローマ・カトリック教会の側であり続けた。
フランスの福音主義の最初期のものはルフェーブル・デタープルによるパウロ書簡注解（1512年）やフランス語訳新約聖書（1523年）があげられる。しかしパリ大学の神学者やパリ高等法院から弾圧され、デタープルはストラスブールへ亡命するなど、改革運動に迫害が加えられた。
1518年-1519年にマルティン・ルターの書物によって宗教改革がフランスに伝えられ、当初はソルボンヌの学者たちもルターに共感していたが、ローマの教会がルターを非難したため、1521年以降は、プロテスタント信仰を持つ者は、火あぶりか亡命の他に選ぶ道が無くなった。
フランスで最初の殉教者は1523年8月8日に生きたまま焼かれたアウグスティヌス会修道士ジャン・ヴァリエールであった。1546年10月7日ピエール・ルクレール牧師と礼拝の出席者は生きたまま火あぶりにされた。
1520年代から1540年代のフランス宗教改革はルターの影響を受けていたが、次第にジャン・カルヴァンの影響が強くなる。

### 檄文事件
改革派は影響力を増大させ、1533年にはパリ大学総長がルターに依拠して演説し、1534年にはカトリックのミサ聖祭の中止を訴える檄文事件が起こった。
国王フランソワ1世は姉のマルグリットが人文主義や改革運動に好意的であったためか、当初改革派に理解を示していたが、檄文事件を境に弾圧に回り、パリ高等法院に異端審問委員会を設置した。さらに後継者アンリ2世は1547年に特設異端審問法廷を設け、弾圧を強化した。

### 改革派教会の建設
1550年代になるとカルヴァンの指導のもとで改革派は組織化が図られた。フランス最初の改革派教会は1546年に建設された。また、ジュネーヴからは160人以上の牧師が派遣された。
1559年には地下で第1回全国改革派教会会議が開かれ、フランス信条が告白され、信仰箇条や教会の規則を定めて一応の組織化を果たした。

### 貴族の参加
このころからブルボン家やコンデ親王家をはじめとする貴族が改革派へ参加した。とくにブルボン家などの大貴族層は、政敵であるカトリックの大貴族ギーズ家への対抗という政治的意図から改宗を選んだと考えられる。
アンリ2世の死後は、その妃で実権を握ったカトリーヌ・ド・メディシスが政治的駆け引きに改革派とカトリック派を利用しようとし、王家と改革派・カトリック派の三分構造が際だった。

### ユグノー戦争
1560年の改革派によるギーズ家の影響排除を狙った「アンボワーズの陰謀」事件や、1562年に起こったカトリック派によるヴァシーでのユグノー虐殺など不穏な事件が相次ぎ、ヴァシーの虐殺を契機として最初の武力衝突が起こった。以後1598年のナントの勅令公布までの間フランスは断続的な内戦状態に陥った（ユグノー戦争）。
1571年には改革派のコリニー提督が宮廷で影響力を増大させ、新教国と連携してフランスを八十年戦争に介入させようとしたが、1572年ユグノーに対する虐殺事件（サン・バルテルミの虐殺）に巻き込まれて殺された。

#### サン・バルテルミの虐殺

サン・バルテルミの虐殺

ブルボン家のナヴァル王アンリと王妹マルグリットの結婚式に参列するため、パリに集まった改革派貴族を、1572年のサン・バルテルミの祝日（8月24日）にカトリック派が襲った。影響は全フランスに広がり、各地で改革派に対する襲撃が相次いだ。
改革派は1574年に第1回改革派政治会議を開き、改革派の優勢な地域での徴税とそれを財源とした常備軍設立を決定し、オランダの改革派と結びついて、ほとんど独立した状態となった。
1581年にブルボン家のアンリ・ド・ナヴァルを保護者 ("Protecteur") として推戴した。アンリは改革派の軍事指揮権と改革派支配地での司法官や財務官の任命権を得たが、一方でユグノーの顧問会議によってその権力は制限されており、ユグノーの共和政的政治思想の影響もある。

#### 対立の国際化
カトリック貴族もギーズ公アンリを中心に「カトリック同盟（ラ・リーグ、"la Ligue"）」を結成し、独自の軍事組織を持った。
ユグノーの背後にはオランダとイングランドが、カトリック同盟の背後にはスペインと教皇庁が存在し、ユグノー戦争は国際的な宗派対立と密接に連動していた。
一方でこの時期フランス王権は対ハプスブルク外交としてオスマン帝国に接近した。グレゴリウス13世はサン・バルテルミの虐殺においてカトリック同盟を支持し、またグレゴリウス14世は軍を派遣した。
ハプスブルク家のフェリペ2世が1580年ころからカトリック同盟を露骨に援助するようになると、国王アンリ3世はユグノーに接近し、国王は刺客を放って1588年ギーズ公アンリを暗殺した。しかし翌年には国王も同盟側によって暗殺され、ナヴァル王アンリが王位継承者（アンリ4世）となるが、カトリック勢力は根強く反抗した。1593年にナヴァル王アンリはカトリックに改宗して翌年パリに入城することができた。

#### ナントの勅令

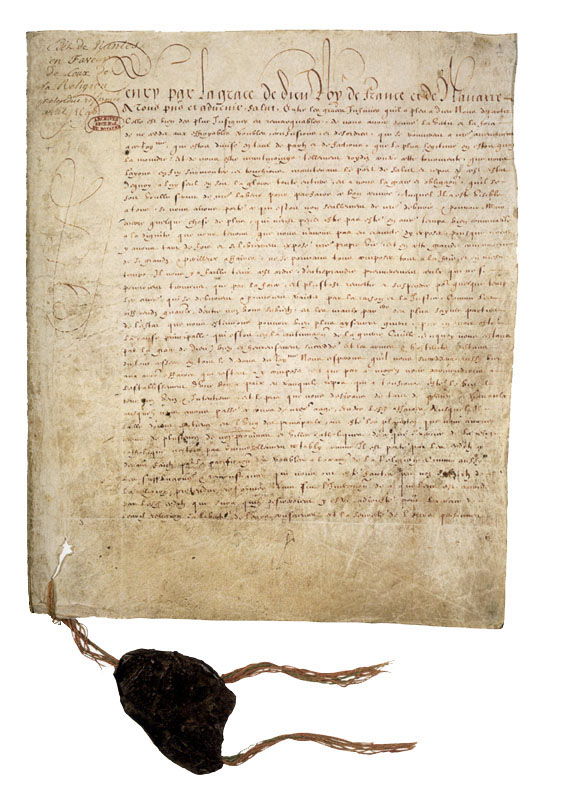
ナントの勅令
ナントの勅令は信仰の自由を与えるものとはいえず、カトリックとプロテスタントに対する扱いも平等ではない。あくまでプロテスタントへの寛容を表明するにとどまっている

アンリ4世の改宗に改革派は危機を覚え、改革派政治会議を全国組織にし、会議は1595年から1597年の間、王権と並ぶ統治機関として機能した。この会議はオランダの改革派との合同も模索したが、これに対しアンリ4世は改革派に宗教上の保証を与えるナントの勅令を1598年に発布した。改革派はこれに満足し、王権への忠誠を誓った。
しかし、改革派にとって最大の後ろ盾であったアンリ4世の暗殺後には、改革派内部に明確な亀裂が生じ、北部のパリやノルマンディーの改革派は王権への服従とカトリックとの妥協を目指す「穏健派」を形成し、南部のギュイエンヌやラングドックの改革派は「強硬派」を形成した。「穏健派」は徐々に王権神授説に傾いた。

#### ロアン公アンリの武装蜂起
アンリ4世の死後摂政となった妃のマリー・ド・メディシスは改革派に配慮を示していたが、成人したルイ13世は改革派に威圧的な態度を取った。1620年ルイ13世が、改革派が多数を占めるベアルヌ地方でカトリックを支持する裁定を下すと、改革派は反発し、その年の12月に開かれた全国会議で「強硬派」が優勢となって武装蜂起を決定した。ユグノー側の軍事的指導者となったのはロアン公アンリである。1621年から1622年にわたっておこなわれた戦いは、ほぼ王側の優勢のうちに決着したが、和平においてはルイ13世が譲歩する形でナントの勅令が再確認された（モンプリエ条約）。
しかしルイ13世はモンプリエ条約の遵守に熱心でなく、改革派は不満を隠せず1625年に再び戦闘が開始された。

#### ラ・ロシェル包囲戦
宰相リシュリューは改革派の拠点ラ・ロシェルを包囲し、ロアン公アンリ率いる改革派をうち破ったが、このときリシュリューは外交方針を変更して三十年戦争でプロテスタント側を援助することも考慮していたため、1626年には講和してモンペリエ条約を再確認した（パリ条約）。だが1627年にリシュリューは再びラ・ロシェルを包囲し、改革派はイングランドの援助を受けたが、イングランド艦隊は有効な支援ができず、1628年10月ラ・ロシェルは陥落した。

#### アラスの勅令
1629年には王軍がラングドックにも侵攻して決定的な勝利を得、またロアン公アンリを国外へ追放した。6月和平がなりアラスの勅令が出され、ここでナントの勅令が再び確認されたものの、改革派は武装解除され、これは「恩恵の勅令」と言われるように、王権が改革派を従属させるものであった。
1660年までの30年間は、改革派が王権への臣従姿勢をみせ、比較的安定した時期であった。リシュリューの庇護のもとアカデミー・フランセーズを設立したヴァランタン・コンラールも改革派であった。とはいえ、マザランは改革派の会議開催を禁止するなど圧迫が加えられてもいる。

#### ルイ14世親政とフォンテーヌブローの勅令
ルイ14世が親政を開始すると、改革派の権利が徐々に剥奪されていった。まず1661年にフランス全土に官吏が派遣され、改革派の礼拝について調査が行われ、公職から徐々に改革派を閉め出した。1679年の竜騎兵の迫害制度では竜騎兵を改革派の家に宿泊させ、暴力的威嚇によって改宗を強制させた。1683年に改革派の多い南部で散発的な抵抗運動が起こったが、すぐに鎮圧された。
1685年にはついにナントの勅令廃止が宣言（フォンテーヌブローの勅令）され、改革派牧師の追放、改革派教会堂の破壊が命じられた。ユグノーの多くはドイツをはじめとする国外に移住した。しかし国内に留まる一派もおり、カミザールの乱（1702年 - 1705年）で蜂起したが、鎮圧されて生き残ったユグノーはオランダ・イングランドへ亡命した。

## ユグノーの経済史
ユグノーは16～17世紀のフランス経済に大きな影響を及ぼした。マックス・ウェーバーはユグノーが「フランス工業の資本主義的発展の最も重要な担い手の一つ」と述べている。一方でウェーバーの研究に影響を受けた日本の大塚史学においては、ユグノーの経済史的役割は概して冷淡に扱われた。
フランスのプロテスタンティズムはその最盛期で人口200万人、当時の人口の10%ほどを占めたが、ユグノー戦争によって5%程度まで減少した。その内訳は貴族・農民・手工業者・商人・金融業者など多様な社会階層に及んだ。そのうち貴族層は前述したように政治的意図が濃厚であったので、その目的が達成されたユグノー戦争後には、そのほとんどが早期に信仰を離れた。ユグノーが大きな勢力を持った南部では、農民層にもプロテスタンティズムが浸透し、彼らの貢献によりこの地域は内乱の被害著しかったにもかかわらず、早期に復興を成し遂げた。しかしとりわけブルジョア層においてプロテスタンティズムは広く浸透した。

### マニュファクチュア
ユグノーはとくに集中マニュファクチュアの担い手として重要であり、金融・商業においても支配的であった。コルベールは重商主義政策の柱に国内の金融業・商業・工業の発展を据えていたので、当然その担い手であるユグノーを保護し、これと提携する道を選んだ。
毛織物工業では、ラングドック・プロヴァンス・ドフィネはレヴァント地方への輸出用ラシャが大量に生産されていた。シャンパーニュ地方のスダンも北ドイツへの輸出用ラシャを生産し、毛織物工業の中核でもあったが、ここではユグノーの製造業者が織機の半数を所有していた。
絹織物工業においては、17世紀中葉トゥール・リヨンにおける顕著な発展が知られるが、それはユグノーの貢献に拠るところが大きい。リンネル工業をフランスに導入したのもユグノーであり、リンネルはイギリスへの輸出用商品として貴重なものであった。オーヴェルニュやアングモアでは製紙業が発達していたが、その主な担い手もユグノーであった。ここで製造された紙はフランス国内のみならず、イギリスやオランダでも消費された。とくにオーヴェルニュのアンベールの紙は当時ヨーロッパで最良のものとされていた。
時計職人にもユグノーが多く、フォンテーヌブローの勅令後には改宗を拒否する職人達がスイスのジュネーブに移住したことで、スイスでは機械式時計が地場産業となった。

### ナントの勅令廃止と経済的衰退
これらの工業は一般的にナントの勅令廃止後に衰退した。ウォーラーステインはナント勅令廃止がフランス産業革命の立ち後れをもたらしたと指摘する。
ただし、W・C・スコヴィルは宗教的迫害の激しくなる時期と経済的衰退の時期が一致しないことを挙げ、むしろルイ14世の対外戦争に対抗した諸外国による高額の関税、インド産綿布の普及、国家による経済統制や国産品税の導入などがその原因とする。C・ヴァイスはナントの勅令を経済的衰退の原因とする。

### 海上交易
ラ・ロシェルやボルドーにおける海上交易の発展にもユグノーは多大な寄与を為していた。ボルドーにおいては主にイギリス・オランダとの交易を担い、ラ・ロシェルにおいてはナントの勅令直前まで貿易をほぼ独占していた。

### 金融
ユグノーの銀行家としては、17世紀初めにはリシュリューの財源となったタルマン家やラムブイエ家が知られる。またユグタン家も有名である。もともとリヨンの出版業者であったが、1685年にアムステルダムに移住し、そこで17世紀最大の銀行家にまで成長した。フランス革命後には多くのユグノー銀行家がフランス金融界で活躍し、現在でもユダヤ系以外はプロテスタント系によってフランス銀行業は担われている。

## 政治理論

### 暴君放伐論（モナルコマキ）
カルヴァンは信徒に抵抗を認めなかったが、弾圧が強くなると、ユグノーたちの間に支配権力に対する抵抗理論が現れた。1572年のサン・バルテルミの虐殺によって武力抵抗を肯定する必要が生じた。こうして暴君は打倒しても良いとする暴君放伐論モナルコマキが現れた。暴君放伐論として代表的なのはテオドール・ド・ベーズの『臣民に対する為政者の権利について』（1573年）とユニウス・ブルートゥスというペンネームの著者が著した『暴君に対する自由の擁護』である。
ベーズは為政者が人民の同意しない権力を行使した場合は、これに抵抗することが可能であるという。ただし抵抗の主体となることができるのは個々の人民ではなく、三部会もしくは大貴族によってのみ国王を放伐することが可能であるとした。後者の著作はベーズのものより体系的な政治理論を展開しており、一連のユグノーの暴君放伐論の中では絶頂であると考えられている。まず君主が神の代理人として地上で神の法を行う義務を負うと述べ、次に旧約聖書を引用して神と、君主およびその支配下にある人民の間に契約があるという。次に君主と人民の間にも契約があり、君主がこの契約を守らない場合は、人民はこれに服従しなくてもよいとする。このように契約論を展開する一方で『暴君に対する自由の擁護』は、ベーズ同様、等族国家の原理に影響を受けた身分制的な思想を展開する。君主の契約違反に人民は服従しなくてもよいが直接抵抗することは認められない。君主に抵抗できるのは身分ある貴族だけで、身分のない人民は貴族の抵抗に荷担するか、消極的に君主の支配から逃亡するかである。最後にこの著作が示す興味深い論は、近隣の君主が暴君の支配に苦しむ国に干渉戦争をおこなうことを認めている点である。
カトリック同盟の側でも、同様の抵抗理論が展開された。ただカトリック強硬派の政治理論に特徴的なのは、従来の教権擁護の理論を継承して、国王の解任権やその不当支配に対する抵抗権の条件に教会、とくに教皇の承認を重視する点である。